# Agaromya humeralis
Agaromya humeralis är en tvåvingeart som först beskrevs av Costa 1857.  Agaromya humeralis ingår i släktet Agaromya och familjen svampmyggor.
Artens utbredningsområde är Italien. Inga underarter finns listade i Catalogue of Life.